# Habrotrocha eremita
Habrotrocha eremita is een raderdiertjessoort uit de familie Habrotrochidae. De wetenschappelijke naam van deze soort is voor het eerst geldig gepubliceerd in 1894 door Bryce.